# Список заслуженных тренеров СССР (баскетбол)
Почётное спортивное звание, присваивалось в 1956—1992 годах.
| 1956 год |                                   |            |                         |           |                 |  |
| 1        | Авалишвили Георгий Иванович       | 04.08.1956 |                         | Тбилиси   |                 |  |
| 2        | Спандарян Степан Суренович        | 04.08.1956 |                         | Москва    |                 |  |
| 3        | Гомельский Александр Яковлевич    | ??.11.1956 |                         | Рига      | Советская Армия |  |
| 1957 год |                                   |            |                         |           |                 |  |
| 1        | Варякоис Вильгелиас Мартинас      | ??.02.1957 | 19.11.1912 — ??.??.1988 | Латвия    |                 |  |
| 2        | Горохов Владимир Васильевич       | ??.02.1957 |                         | Москва    |                 |  |
| 3        | Григорьев Виктор Антонович        | ??.02.1957 | ??.??.1908 — ??.??.1969 | Москва    |                 |  |
| 4        | Дзеконский Лев Викторович         | ??.02.1957 |                         | Тбилиси   |                 |  |
| 5        | Диасамидзе, Шалва Михайлович      | ??.02.1957 | ??.??.1912 — ??.??.1974 | Грузия    |                 |  |
| 6        | Зинин Александр Михайлович        | ??.02.1957 |                         | Москва    |                 |  |
| 7        | Крауклис Альфонс Эрнестович       | ??.02.1957 |                         | Латвия    |                 |  |
| 8        | Кулакаускас Витаутас Владимирович | ??.02.1957 |                         | Литва     |                 |  |
| 9        | Лысов Иоанн Фёдорович             | ??.02.1957 |                         | Эстония   |                 |  |
| 10       | Нааритс Эдгар Эдуардович          | ??.02.1957 |                         | Эстония   |                 |  |
| 11       | Новожилов Александр Иванович      | ??.02.1957 | 13.03.1910 — 01.12.1980 | Ленинград |                 |  |
| 12       | Разживин Виктор Николаевич        | ??.02.1957 |                         | Ленинград |                 |  |
| 13       | Травин Константин Иванович        | ??.02.1957 |                         | Москва    |                 |  |
| 14       | Хаимов Соломон Михайлович         | ??.02.1957 |                         | Москва    |                 |  |
| 15       | Цетлин Павел Миронович            | ??.02.1957 | 12.02.1908 — ??.03.1963 | Москва    |                 |  |
| 16       | Никитин Георгий Тихонович         | ??.02.1957 | 01.04.1916              | Москва    |                 |  |
| 17       | Грешновас Валерий Федорович       | ??.06.1957 | 21.02.1914              | Каунас    | «Жальгирис»     |  |
| 18       | Кекелидзе Михаил Ермолаевич       | ??.10.1957 | ??.??.1921 — ??.11.1973 |           | Тбилиси         |  |
| 19       | Бабаханиди Геронтий Ираклиевич    | ??.12.1957 | ??.??.1917 — ??.??.1981 |           | Тбилиси         |  |
| 1959 год |                                   |            |                         |           |                 |  |
| 1        | Колпаков Василий Ефимович         | ??.11.1959 |                         | Москва    | «Динамо»        |  |
| 2        | Раубенс Ансис Аугустович          | ??.11.1959 | ??.??.1910 — ??.??.1979 | Рига      | «Даугава»       |  |
| 1960 год |                                   |            |                         |           |                 |  |
| 1        | Алексеев Евгений Николаевич       | ??.12.1960 |                         | Москва    | ЦСКА            |  |
| 2        | Баранов Павел Павлович            | ??.12.1960 | 02.02.1921              | Ленинград | «Буревестник»   |  |
| 3        | Шаблинский Владимир Алексеевич    | ??.12.1960 |                         | Киев      | «Буревестник»   |  |
| 4        | Аббасов Тофик Теймурович          | ??.??.1960 | 11.01.1924              | Баку      |                 |  |
| 1961 год |                                   |            |                         |           |                 |  |
| 1        | Меунаргия Григорий Капитонович    | ??.12.1960 | ??.??.1911 — ??.??.1967 | Тбилиси   | «Буревестник»   |  |
| 2        | Месхи, Алексей                    | ??.??.1961 |                         |           |                 |  |
| 1962 год |                                   |            |                         |           |                 |  |
| 1        | Алтберг, О. Я.                    | ??.05.1962 |                         | Рига      | «Даугава»       |  |
| 2        | Бутаутас Стяпас Мечиславович      | ??.05.1962 |                         | Каунас    | «Жальгирис»     |  |
| 3        | Дадукин А.А.                      | ??.09.1962 |                         | Москва    | «Труд»          |  |
| 1963 год |                                   |            |                         |           |                 |  |
| 1        | Желдин Владимир Львович           | ??.03.1963 | 20.08.1927              | Ленинград | СКА             |  |

## 1964
- Алексеева, Лидия Владимировна
- Каракашьян, Наполеон Карлович

## 1965
- Озеров, Юрий Викторович
- Куллам, Ильмар Августович

## 1966
- Башкин, Сергей Григорьевич 1931—2004
- Бирюков, Юрий Иванович 4.12.1924-1988
- Коган, Марк Евсеевич 26.6.1926

## 1967
- Густылев, Юрий Георгиевич 1924—1973
- Коркия, Отар Михайлович
- Приматов, Генрих Алексеевич
- Тортладзе, Сулико Спиридонович

## 1969
- Карнитис, Раймунд Вольдемарович 1929—1999

## 1970
- Кулагина, Вера Сергеевна 1923

## 1971
- Берлин, Давид Яковлевич
- Гедминас, Альгис Юлио 07.06.1932 — 27.05.2011
- Гельчинский, Станислав Яковлевич
- Давтян, А. О.
- Камалов, Рач Герасимович 1929—1994
- Кондрашин, Владимир Петрович

## 1973
- Егоров, Миркиян Афанасьевич 20.12.1911 — 17.03.1991[12]
- Швам, Евгений Семенович 8.10.1918

## 1974
- Бимба, Витаутас Ионо 1927

## 1976
- Тунда, Николай Иванович

## 1977
- Гомельский, Евгений Яковлевич
- Моршинин, Владилен Иосифович
- Шалимова, Галина Акимовна 1937

## 1979
- Карамышева, Дзидра Петровна

## 1980
- Капранов, Вадим Павлович
- Халипский, Семен Львович 10.4.1938

## 1982
- Гарастас, Владас Антонович
- Едешко, Иван Иванович
- Мосешвили, Леван Вахтангович
- Обухов, Владимир Николаевич
- Селихов, Юрий Геннадьевич
- Хрынин, Вячеслав Александрович

## 1984
- Валдманис, Майгонис Альбертович
- Вдовиченко, Борис Нестерович
- Канапкис, Валентин Казевич
- Кожевников, Евгений Александрович
- Миловидов, Константин Петрович

## 1986
- Ячменев, Леонид Александрович

## 1988
- Боженар, Виктор Акимович
- Федоров, Юрий

## 1989
- Ким, Олег Львович
- Эндрияйтис, Римас А.

## 1990
- Луничкин, Валерий Георгиевич 1940

## 1991
- Леонов, Александр Дмитриевич 27.02.1928 — 14.06.2000[13]
- Майзлин, Исаак Ефимович 31.08.1930 — 29.09.2017[14]
- Макаревич, Владимир Анатольевич 25.05.1935 — 04.09.2008[15]

## 1992
- Тарасов, Валерий Дементьевич

## неизв
- Белов, Сергей Александрович
- Зозулин, Сергей Александрович
- Майзлин, Борис Михайлович
- Панин, Иван Александрович (до 1974)
- Пуркалнс, Андрис
- Схиерели, Амиран
- Хромаев, Заурбек Майранович
- Юмашев, Шора Кадырович